# Бета регио
Област Бета или Бета регио (лат. Beta Regio) је једна од 22 области на површини планете Венере. Налази се на западној хемисфери, на координатама 25,3° северно и 77,2° западно (сходно планетоцентричном координатном систему +Е 0-360). Област има пречник од 2.869 км.
Једна од првих је то рељефних формација овог типа откривена на Венери, па је због тога названа по другом слову грчког алфабета. Открио ју је 1964. астроном Дик Голдстајн. Њено име потврдила је Међународна астрономска унија 1979. године, и један је од три изузетка у вези са номенклатуром објеката на Венери према којој се сви површински облици рељефа на овој планети именују према женским епонимима (изузеци су још Алфа регио и Максвел монтес).
Област је позната по бројним вулканским планинама које се издижу са ње, а међусобно раздојене дубоким раседима (што је доказ интензивне сеизмичке активности). У јужном делу области налази се штитасти вулкан Теја монс, док је на северу вулканска купа Реа монс.
Бета регио представља вулканску висораван која се пружа правцем север-југ дужином до 3.000 км. У централном делу издиже се и до релативне висине од преко 5.000 метара.